# Léonce Perret
Léonce Perret (Niort, Deux-Sèvres, 14 de març de 1880 - 7è districte de París, 12 d'agost de 1935), actor i director a més de guionista, realitzador i productor de pel·lícules franceses.
Léonce Perret debuta com a actor en el teatre, després al cinema, convertint-se en realitzador de nombrosos curtmetratges el que li proporciona a poc a poc una forta presència en el panorama cinematogràfic francès. Sovint descrit com un avantguardista per la seva manera de realitzar les seves pel·lícules, va saber aportar al cinema francès noves tècniques d'enquadrament, d'utilització de la llum i d'acompanyament musical.
Va ser figura emblemàtica de la societat Gaumont fins a 1917. S'exilia als Estats Units on aporta els seus coneixements i adquirint al mateix temps una gran experiència. És en sòl estatunidenc on comença a produir alguna de les seves pel·lícules entre les quals destaca N'oublions jamais de 1918, obra propagandística francesa que dona al món l'espectacle d'una França heroica i ferida.
Més tard de tornada a França, realitza en 1923 Kœnigsmark que li permet adquirir una certa notorietat en el context cinematogràfic. En 1925, la seva pel·lícula Madame Sans-Gêne, adaptació de l'obra de teatre homònima, constitueix la primera coproducció franc-estatunidenca. Descobridor de nous talents, Léonce Perret va col·laborar amb nombroses estrelles franceses i estatunidenca de la seva època com Abel Gance, Gloria Swanson, Gaby Morlay, Arletty, Suzanne Grandais, Mae Murray o Huguette Duflos.

## Filmografia
Una filmografia de Léonce Perret és pràcticament impossible, ja que va participar com a actor, guionista, productor o director en més de 400 pel·lícules. Les còpies es troben principalment en la Filmoteca Gaumont, en la Filmoteca Francesa, en els arxius de cinema del Centre Nacional de Cinematografia i en algunes filmoteques europees com l'Eye Filmmuseum a Amsterdam.

### Actor
1909
- Judith et Holopherne de Louis Feuillade
- Le Miroir magique de Louis Feuillade
- Le Voile des nymphes de Louis Feuillade
- La Fiancée du batelier de Louis Feuillade
- Au temps de la chouannerie de Louis Feuillade
- Le Bon Samaritain
- André Chenier d'Étienne Arnaud
- La Légende de Daphné de Louis Feuillade
- Le Festin de Balthazar de Louis Feuillade - Le roi de Babylone
- Molière (1909) de Léonce Perret
- Monsieur Prud'homme fait faire sa statue de Léonce Perret
- Le Portrait de Mireille de Léonce Perret
- Robert le diable d'Étienne Arnaud

1910
- Amphitrion d'Étienne Arnaud
- L'An Mil de Louis Feuillade
- Monsieur Prud'homme s'émancipe : Monsieur Prud'homme
- Jour d’échéance : Le peintre Duvaldy
- Esther (film de Louis Feuillade) - Assuérus""
- Les douze travaux d'Hercule d'[Émile Cohl]
- Etienne Marcel d'Étienne Arnaud
- Lysistrata ou la Grève des baisers de Louis Feuillade
- La mort de Camons d'Étienne Arnaud
- Pâques florentines de Louis Feuillade
- Le roi de Thule d'Étienne Arnaud
- La Vie de Pouchkine de Louis Feuillade
- La Fille de Jephté
- Le Vertige (300m) : Docteur Ménart
- Benvenuto Cellini d'Étienne Arnaud
- Les Carbonari de Louis Feuillade
- Christophe Colomb d'Étienne Arnaud
- Le demi solde d'Étienne Arnaud
- L'Exode de Louis Feuillade
- 1814 de Louis Feuillade
- La Nativité de Louis Feuillade
- Le Pater de Louis Feuillade
- Roland à Roncevaux de Louis Feuillade
- Les Sept Péchés capitaux I : l'orgueil de Louis Feuillade
- Les Sept Péchés capitaux II : l'avarice de Louis Feuillade
- Les Sept Péchés capitaux III : la luxure de Louis Feuillade
- Les Sept Péchés capitaux IV : l'envie de Louis Feuillade
- Les Sept Péchés capitaux V : la gourmandise de Louis Feuillade
- Les Sept Péchés capitaux VI : la colère de Louis Feuillade
- Les Sept Péchés capitaux VII : la paresse de Louis Feuillade

1911
- La Peau de l'ours : Henry Dorlandy
- Fidèle de Léonce Perret
- L'Orgie romaine (A Roman Orgy)
- Le Mariage de Zanetto : Monseigneur Le Duc
- Le Fils de la Salamite de Louis Feuillade
- L'Étendard
- L'Automne du cœur : Vanesco
- Mariage par le cinématographe o Un mariage par le cinéma : Harry Bull
- Eugène amoureux (Plantilla:Unité)
- Le Tyran de Syracuse de Louis Feuillade
- Titine et Totor : Totor, le plombier
- Dans la vie, codirigida amb Louis Feuillade
- Monsieur Prud'homme joue la comédie : Monsieur Prud’homme
- L'Âme du violon
- André Chénier
- Les Béquilles : Le directeur
- La Cure de solitude : Louis de Beauchamp
- Le Haleur : Le haleur
- Le Moïse du moulin : Julien
- Flore et Zéphir de Louis Feuillade
- Héliogabale de Louis Feuillade
- L'Héritage du demi-solde de Louis Feuillade

1912
- Plus fort que la haine
- Le Chrysanthème rouge : Un prétendant
- La Dette d'honneur
- Marget et Bénédict
- Le Mystère des roches de Kador:[4] Comte Fernand de Kéranic
- Nanine, femme d'artiste : Pierre Voisel
- Le Mariage de minuit
- Main de fer contre la bande aux gants blancs : Le baron de Croze
- Main de fer : Rizzio l'espion et le duc de Loze
- Le Lien (Retour au foyer) : Georges Clarens
- L'Express matrimonial : Gontran
- Un nuage
- Léonce fait des gaffes : Léonce
- Graziella la gitane : André Darnel
- La Lumière et l'Amour : Roger Darbois
- L'Espalier de la marquise : Le marquis Roger de Cérigny
- Un coq en pâte : Baron de Barsac
- La Rançon du bonheur : Lieutenant Jacques Mareuil

1913
- Léonce voyage
- Léonce et la bouillotte
- Léonce à la campagne
- Main de fer et l’évasion du forçat de Croze : Le forçat de Croze
- Léonce en voyage de noces
- Léonce en ménage
- * À propos d'épingles à chapeau (o Les Épingles) : Léonce
- Un cœur de poupée : Léonce
- Léonce et les écrevisses
- Léonce flirte
- Léonce veut divorcer
- Léonce pot-au-feu
- Léonce célibataire
- Léonce fait du reportage
- Léonce et Toto
- Léonce veut maigrir
- Léonce et sa tante
- Léonce et son conseil judiciaire
- Léonce papillonne
- Léonce et Poupette
- L'Apollon des roches noires
- Le Homard : Léonce
- L'Enfant de Paris : Léonce
- Les Bretelles : Léonce
- Léonce cinématographiste
- Le Collier de Nini Pinson : Ferryboat
- Les Fiancés de l'air : Jacques Mareuil
- La Belle-mère de Léonce
- Léonce aime les morilles
- Léonce au château d'If
- L'Ange de la maison : Léonce
- Léonce a des rhumatismes

1914
- Léonce n'est pas frileux
- Léonce aux bains de mer
- Léonce et les poissons rouges
- Léonce a le mal de mer
- Léonce a le mal d’amour
- Léonce aime les petits pieds
- Léonce l'est-il ?
- Son Excellence
- Léonce veut se suicider
- La Voix de la patrie : capitaine Paul d’Airvault

1915
- Léonce et le bain du préfet
- Léonce flûtiste
- L'Autre devoir : Léonce
- Léonce papa
- Léonce jardinier
- Léonce aime les Belges

1916
- Léonce s'émancipe
- Léonce poète
- Je le suis : Léonce
- C'est pour les orphelins !
- Léonce en vacances
- Les Deux mille blondes du Père Dubreuil

### Director
1909
- Molière (realitzat a Berlín)
- Pourquoi la guerre ? (realitzat a Berlín)
- Le Berceau (realitzat a Berlín)
- Le Béret
- Vers l'immortalité (realitzat a Berlín)
- Fanfan, le petit grenadier (realitzat a Berlín)
- Noël d'artiste
- Le Truc de l'antiquaire
- L'Échafaudage
- La Lettre au petit Jésus
- Monsieur Prud'homme fait faire sa statue
- Le Portrait de Mireille
- Le Mystère du château des roches noires

1910
- Le Bon Juge (realitzat a Berlín)
- La Tournée des grands ducs
- Monsieur Prud'homme s'émancipe
- La Fille de Jephté
- Le Vertige
- Les Lettres
- Mam'zelle Figaro
- Le Lys d'or codirigit amb Louis Feuillade
- Ménages parisiens
- Le Bon Exemple
- Le Noël de grand-mère
- Le Soupçon
- Le cœur n'a pas d'âge
- L'Absente
- Le Cousin de Cendrillon
- Le Collier des Martigues
- Les Martigues
- Les Deux Douleurs
- Les Deux Hommes
- L'Escapade de Bob
- L'Amour vainqueur
- Le Baiser du pâtre (
- Le Ballon
- L'amour guette
- Les Lacs italiens
- Le Rendez-vous
- Le Sacrifice d'Yvonne
- Lorsque l'enfant paraît
- Le Bon Juge
- L'Ambition d'Agénor le Chauve
- Bonne année (codirigit amb Louis Feuillade)
- Le Bon Samaritain
- Le Cheveu blanc
- Le Crime du grand-père
- L'Emmurée des Balkans
- La Garde-barrière
- Le Gardian de Camargue o Gardian de la Camargue
- Le Jeu des amoureux
- Jeunesse, codirigit amb Louis Feuillade
- Mimosa, la dernière grisette
- Petite mère
- Le Portrait ovale
- La Sacrifiée
- La Visite du pasteur

1911
- La Peau de l'ours
- Fidèle
- Le Mariage de Zanetto
- L'Étendard
- L'Automne du cœur
- Mariage par le cinématographe o Un mariage par le cinéma
- Eugène amoureux
- Titine et Totor
- Dans la vie, codirigit amb Louis Feuillade
- Monsieur Prud'homme joue la comédie
- L'Âme du violon
- Les Béquilles
- La Cure de solitude
- Le Haleur
- Le Moïse du moulin
- Le Mauvais berger
- L'Amour qui tue
- Les Bords de la Meuse
- Les Cascatelles du Houyoux o Rives et cascatelles du Houyoux
- Bacchus et Cupidon
- La Petite Béarnaise
- Le Premier pas
- Tu t'en iras, jeunesse
- La Mine en feu o Le Feu à la mine
- L'Innocent
- La Lettre de Zézette
- La Rose bleue
- Nuit tragique
- Jeux d'amour
- Kirouan la sainte
- Cupidon aux manœuvres
- Le Trafiquant
- L'Ermite ou La Paix du vieil ermite
- Comment on les prend
- La Pensée de l'enfant
- On ne joue pas avec le cœur
- Cœur de mère o Maternité
- Comment on les garde
- Amour et Science
- Le Bon Jardinier
- L'Oiseau blessé
- Le Galant notaire
- Ces bons cousins
- L'Amour et l'Argent
- Les Deux huissiers
- Le Galant commissaire
- Gisèle part en pension
- Papa printemps
- Voyage en Saxe
- Le Lys brisé
- Dans la vie, codirigit amb Louis Feuillade
- La Paix du foyer
- Séance de spiritisme
- L'Attentat
- Gisèle, enfant terrible
- Le Rival de Chérubin
- Le Piège à loups
- Un drame du rail

1912
- Plus fort que la haine
- Le Chrysanthème rouge
- La Dette d'honneur
- Marget et Bénédict
- Le Mystère des roches de Kador - Fernand de Keranic
- Marquisette et le troubadour
- Nanine, femme d'artiste
- Le Mariage de minuit
- Main de fer contre la bande aux gants blancs
- Main de fer
- L'Express matrimonial (o En express)
- Léonce fait des gaffes
- Graziella la gitane
- La Lumière et l'Amour
- L'Espalier de la marquise
- Un Coq en pâte
- La Rançon du bonheur
- La Rochelle
- Les Blouses blanches
- La Fille du margrave
- La Grève des domestiques
- Le Cœur et l'Argent
- Le Tourment
- Cœur d'enfant
- Manœuvres à bord d'un cuirassé
- Manœuvres d'escadre
- Le Mariage de Suzie
- Le Mariage de Ketty
- La Bonne hôtesse
- Les Chandeliers
- Une perle
- Laquelle ?
- La Visite du pasteur
- La Lumière et l'Amour
- Les Lys
- Le lien (Retour au foyer) :
- La Petite duchesse
- La Conquête d'Aurélia
- La Vie à bord d'un cuirassé
- Le Béret
- Une leçon d'amour
- Petite rosse

1913
- La Dentellière
- Léonce voyage
- Léonce et la bouillotte
- Léonce à la campagne
- Main de fer et l’évasion du forçat de Croze
- Léonce en voyage de noces
- Léonce en ménage
- Un nuage passe (o Léonce et Suzanne)
- À propos d'épingles à chapeau (o Les Épingles)
- Un cœur de poupée
- La Force de l'argent
- Léonce et les Écrevisses
- Léonce flirte
- Léonce veut divorcer
- Léonce pot-au-feu
- Léonce célibataire
- Léonce fait du reportage
- Léonce et Toto
- Léonce veut maigrir
- Léonce et sa tante
- Léonce et son conseil judiciaire
- Léonce papillonne
- Léonce et Poupette
- L'Apollon des roches noires
- Le Homard
- L'Enfant de Paris
- Les Bretelles
- Léonce cinématographiste
- Le Collier de Nini Pinson - J. Ferryboat
- Les Fiancés de l'air
- La Belle-mère
- Léonce aime les moules
- Léonce au château d'If
- L'Ange de la maison
- Léonce a des rhumatismes
- Quatre me suffiront
- Au fond du gouffre
- Les Audaces de cœur
- Sur la voie
- Par l'amour
- Le Champion du trombone
- Les Dents de fer

1914
- Léonce n'est pas frileux
- Léonce aux bains de mer
- Léonce et les poissons rouges
- Léonce a le mal de mer
- Léonce a le mal d'amour
- Léonce aime les petits pieds
- Léonce l'est-il ?
- Son Excellence
- Léonce veut se suicider
- La Voix de la patrie
- La Tourmente
- Le Rachat du passé
- Les Roses de la vie
- La Bretagne pittoresque
- Sur la côte d'argent
- L'Aventure de Monsieur Smith
- Le Roman d'un mousse Film en 4 parties
- Fauves et bandits
- Mort au champ d'honneur

Période 1915-1917
- 1915 : Léonce et le Bain du préfet
- 1915 : Léonce flûtiste
- 1915 : L'Autre devoir
- 1915 : Léonce papa
- 1915 : Léonce jardinier
- 1915 : Léonce aime les Belges
- 1915 : Leur kultur
- 1915 : L'Heure du rêve
- 1915 : Françaises, veillez !
- 1915 : France et Angleterre, for ever
- 1915 : Le Héros de l'Yser
- 1915 : Une page de gloire
- 1915 : Aimer, pleurer, mourir
- 1915 : L'Énigme de la Riviera
- 1915 : Tante Lolotte
- 1916 : Léonce s'émancipe
- 1916 : Léonce poète
- 1916 : Je le suis
- 1916 : Léonce en vacances
- 1916 : Printemps du cœur
- 1916 : L'X noir
- 1916 : L'Empreinte du passé
- 1916 : Les Deux mille blondes du Père Dubreuil
- 1916 : Debout les morts !
- 1916 : Dernier Amour
- 1916 : Notre pauvre cœur
- 1916 : Les Mystères de l'ombre
- 1916 : Les Poilus de la revanche
- 1916 : Le Roi de la montagne
- 1916 : Qui?
- 1916 : La Fiancée du diable
- 1916 : Un mariage de raison
- 1916 : Marraines de France
- 1916 : Le Retour du passé
- 1916 : Les Bobines d'or
- 1916 : L'Angélus de la victoire
- 1916 : Les Armes de la femme
- 1916 : La Belle aux cheveux d'or
- 1917 : L'Esclave de Phidias, coréalisation Louis Feuillade
- 1917 : Le Devoir
- 1917 : L'Imprévu

Període 1917-1921Pel·lícules realitzades als Estats Units
- 1917 : La Main du maître (The Silent Master)
- 1917 : Folie d'amour (The Mad Lover
- 1918 : Lune de miel imprévue (The Accidental Honeymoon)
- 1918 : N'oublions jamais (Lest We Forget)
- 1918 : La Princesse voilée (La Fayette, We Come)
- 1918 : Le Million des sœurs jumelles (The Million Dollar Dollies)
- 1919 : L'ABC de l’amour (A.B.C. Of Love)
- 1919 : L'Avidité (Twin pawns)
- 1919 : Étoiles de gloire (The Unknown Love)
- 1919 : La Treizième Chaise (The Thirteen Chair)
- 1920 : Une Salomé moderne (A Modern Salomé)
- 1920 : L'Empire des diamants (Empire Of Diamonds)
- 1920 : La Flétrissure (Tarnished Reputations)
- 1920 : L'Étreinte du passé (Lifting Shadows)
- 1921 : Le Démon de la haine (The Money Maniac)

Període 1922-1935
- 1922 : L'Écuyère
- 1923 : Kœnigsmark
- 1924 : Madame Sans-Gêne
- 1926 : La Femme nue
- 1927 : Printemps d'amour
- 1928 : La Danseuse Orchidée
- 1928 : Morgane la sirène
- 1929 : La Possession
- 1930 : Arthur
- 1930 : Quand nous étions deux
- 1931 : Après l'amour
- 1932 : Enlevez-moi
- 1933 : Il était une fois
- 1934 : Sapho
- 1934 : Un soir à la Comédie-Française
- 1934 : Les Précieuses ridicules
- 1935 : Deux couverts

### Guionista i supervisor
- 1929 : Der Narr seiner Liebe d'Olga Tchekhova
- 1931 : Grains de beauté de Pierre Caron